# Aleixo Axuco
Aleixo Axuco (em grego: Ἀλέξιος Ἀξούχ/Ἀξοῦχος; romaniz.: Aléxios Axoúch/Axouchos; em latim: Alexius Axuchus) foi um nobre e líder militar bizantino do século XII de ancestralidade turca.

## Biografia

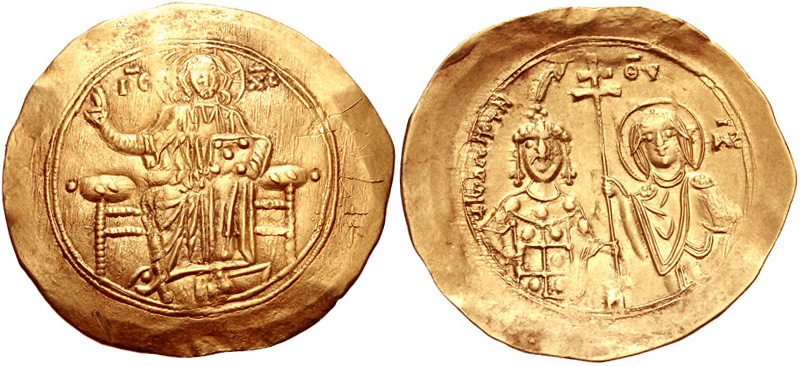
Hipérpiro escifato de r.

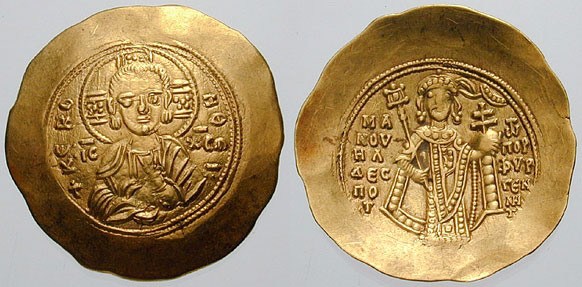
Hipérpiro escifato de r.

Aleixo foi filho do grande doméstico do exército bizantino João Axuco, amigo de infância e "mão direita" do imperador João II Comneno (r. 1118–1143). Aleixo casou-se com Maria Comnena, a filha do filho mais velho de João II, o coimperador Aleixo Comneno que faleceu em 1142. Axuco teve dois filhos, um dos quais, João Comneno, o Gordo, liderou uma revolta fracassada contra o imperador Aleixo III Ângelo (r. 1195–1203) em julho de 1201, e foi morte durante a mesma.
Um soldado experiente, Aleixo foi recompensado com o posto de protoestrator e participou em várias campanhas militares durante o reinado de Manuel I Comneno (r. 1143–1180). Foi enviado ao sul da península Itálica em 1157, no esforço de recuperar a posição lá após a derrota do grande duque Aleixo Comneno. Apesar de ter ao mesmo tempo que gerir as relações delicadas, repletas de suspeita mútua, com o Sacro Império Romano Germânico, que dominou o norte da Itália, Axuco foi aparentemente bem-sucedido em sua missão, levando a conclusão de uma paz honrosa com o rei Guilherme I em 1158 que permitiu ao exército bizantino desvincular-se da expedição italiana.
Isso permitiu Manuel focar sua atenção no Oriente, onde suas políticas na Cilícia contra o senhor armênio Teodoro II falharam espetacularmente. Em 1165, Axuco foi enviado à Cilícia como comandante-em-chefe (estratego autocrator) e governador (duque). Possivelmente também participou na guerra contra a Hungria em 1161 ao lado do futuro Bela III. Cerca de 1167, contudo, caiu em desgraça com Manuel após ser acusado de conspirar contra ele e ter sido anteriormente criticado por um peculiar crime de lesa-majestade: tinha decorado um de seus palácios em Constantinopla com pinturas das campanhas e vitórias de Quilije Arslã II (r. 1156–1192), o sultão de Icônio, e não, como de costume, com as façanhas do próprio Manuel.
Entre outras coisas, Aleixo foi acusado de "brincar de feitiçaria" e conspirar com um "feiticeiro" latino para entorpecer a imperatriz Maria de Antioquia para impedi-la de dar à luz a um herdeiro. O historiador João Cinamo sustenta que as acusações de conspirações foram genuínas, mas Nicetas Coniates acredita que Axuco tenha sido exposto pela insegurança de Manuel. Em particular, Coniates relata que Manuel suspeitou de Axuco e seu primo, o futuro Andrônico I Comneno (r. 1182–1185), devido a profecia AIMA, que alegava que o nome de seu sucessor começaria com um "A". Seja qual for a verdade, Aleixo foi considerado culpado e confinado num mosteiro para o resto de seus dias, apesar dos repetidos esforços de sua esposa para sua libertação. Maria relatadamente morreu de tristeza pelo destino do marido, enquanto Aleixo também morreu alguns anos após sua tonsura.